# Leucothyreus microcephalus
Leucothyreus microcephalus är en skalbaggsart som beskrevs av Hermann Burmeister 1844. Leucothyreus microcephalus ingår i släktet Leucothyreus och familjen Rutelidae. Inga underarter finns listade i Catalogue of Life.